# 宮澤孝夫
宮澤 孝夫（みやざわ たかお、1956年 - ）は、日本のプロ経営者である。株式会社ハルメクホールディングスの筆頭株主であり、同社およびグループ会社の株式会社ハルメク、株式会社全国通販、ハルメク・ベンチャーズ株式会社、株式会社ハルメク・ビジネスソリューションズの代表取締役社長を務める。東京大学大学院工学系研究科 航空宇宙工学専攻修了。

## 人物・経歴
1956年生まれ、神奈川県出身。東京大学大学院工学系研究科にて航空工学を学んだ後、野村総合研究所へ入所。
その後、UCLAビジネススクールへ留学、MBA取得を挟みつつ、主に製造業を対象にしたリサーチ、コンサルティングに約10年間たずさわった。1992年にボストン・コンサルティング・グループに移り、約4年間、戦略コンサルタントとして活動した。
1996年、テレマーケティングジャパン（現：TMJ）に入社し、2003年には同社の代表取締役CEOに就任。黎明期にあった日本のコールセンターアウトソーシング事業で成果を挙げた。
2009年、PEファンドのJ-STARからいきいき株式会社（現：株式会社ハルメク）の再生を委任され、代表取締役社長に就任。2014年には株式会社全国通販代表取締役会長も兼務。2018年4月、株式会社ハルメクホールディングスの代表取締役社長に就任。
2020年、自身を筆頭株主とした経営陣にて株式会社ハルメクホールディングスのMBOを実施。親会社であるノーリツ鋼機株式会社が保有する全株式を取得し独立。